# POWERS
『POWERS』（パワーズ）は羊文学のスタジオ・アルバム。メジャー・デビュー作として、F.C.L.S.より2020年12月9日にリリースされた。

## 概要
羊文学としては、2018年リリースの『若者たちへ』以来通算2作目のスタジオ・アルバムとなった。また、CD作品としては2020年2月リリースのEP『ざわめき』以来の作品となっている。
タイトルは収録曲全曲を作詞・作曲したボーカル・ギターの塩塚モエカが考案したもので、インタビューでは「収録曲を見返したときに1曲1曲がストーリーやカラーを強く持っているように感じて、パワーがいっぱいだからそういうタイトルにしようかなと思って調べてみたんです。そしたら魔法の力を言い表すときは「POWERS」って複数形になることを知って、お守りや拠り所になるようなアルバムにしたいと思っていたからぴったりだなと」と語っている。

## 収録曲
| 全作詞・作曲: 塩塚モエカ。 |                                |            |            |
| #                          | タイトル                       | 作詞       | 作曲・編曲 |
| 1.                         | 「mother」                     | 塩塚モエカ | 塩塚モエカ |
| 2.                         | 「Girls」                      | 塩塚モエカ | 塩塚モエカ |
| 3.                         | 「変身」                       | 塩塚モエカ | 塩塚モエカ |
| 4.                         | 「ハロー、ムーン (album mix)」 | 塩塚モエカ | 塩塚モエカ |
| 5.                         | 「ロックスター」               | 塩塚モエカ | 塩塚モエカ |
| 6.                         | 「おまじない」                 | 塩塚モエカ | 塩塚モエカ |
| 7.                         | 「花びら」                     | 塩塚モエカ | 塩塚モエカ |
| 8.                         | 「砂漠のきみへ」               | 塩塚モエカ | 塩塚モエカ |
| 9.                         | 「powers」                     | 塩塚モエカ | 塩塚モエカ |
| 10.                        | 「1999」                       | 塩塚モエカ | 塩塚モエカ |
| 11.                        | 「あいまいでいいよ」           | 塩塚モエカ | 塩塚モエカ |
| 12.                        | 「ghost」                      | 塩塚モエカ | 塩塚モエカ |
| 合計時間:                  | 合計時間:                      | 48:37      |            |

CDのみのシークレットトラックとして、13曲目に「人間だった」（『ざわめき』収録）のアコースティックバージョンが収録されている。

### ライブDVD
標準仕様として、2020年8月に開催されたオンラインツアー「優しさについて」の全3公演より、各公演3曲ずつ計9曲のライブ映像を収めたDVDが付属している。塩塚モエカは、「私たち羊文学の2020年のドキュメンタリーという側面もあります。」と述べている。
| #  | タイトル                                             | 作詞 | 作曲・編曲 |
| -- | ---------------------------------------------------- | ---- | ---------- |
| 1. | 「雨」(2020年8月2日 調布Cross)                       |      |            |
| 2. | 「うねり」(2020年8月2日 調布Cross)                   |      |            |
| 3. | 「踊らない」(2020年8月2日 調布Cross)                 |      |            |
| 4. | 「エンディング」(2020年8月9日 下北沢LIVE HAUS)       |      |            |
| 5. | 「RED」(2020年8月9日 下北沢LIVE HAUS)                |      |            |
| 6. | 「Step」(2020年8月9日 下北沢LIVE HAUS)               |      |            |
| 7. | 「ミルク」(2020年8月16日 下北沢BASEMENT BAR)         |      |            |
| 8. | 「祈り」(2020年8月16日 下北沢BASEMENT BAR)           |      |            |
| 9. | 「優しさについて」(2020年8月16日 下北沢BASEMENT BAR) |      |            |

## 楽曲について
1. Girls
2. ハロー、ムーン (album mix)
3. おまじない
4. 砂漠のきみへ
5. 1999
6. あいまいでいいよ